# Lucrezia Borgia (opera)

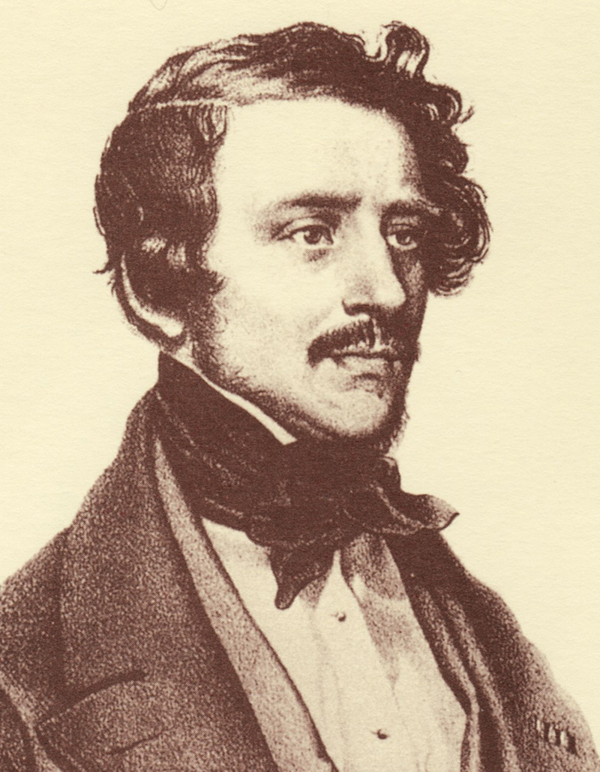
Gaetano Donizetti.

Lucrezia Borgia är en italiensk opera i en prolog och två akter med musik av Gaetano Donizetti och libretto av Felice Romani efter pjäsen Lucrèce Borgia av Victor Hugo som i sin tur bygger på historien om den verkliga Lucrezia Borgia (1480-1519).

## Historia
Operan hade premiär den 26 december 1833 på La Scala i Milano. På grund av den makabra handlingen gjorde operan till en början små framsteg i Italien men 1840 hade den etablerat sig som en av Donizettis mest varaktiga verk. Efter premiären i Paris den 31 oktober 1840 gick Hugo till domstol och hävdade att Romani hade använt hans pjäs utan hans tillstånd. Under flera säsonger spelades operan i en reviderad version under namnet La rinnegata, där handlingen var förlagd till Turkiet. Senare lyckades familjen Borgia, tack vare sina förbindelser med Vatikanen, genomdriva att censuren stoppade operan. Trots dessa motgångar höll sig operan kvar på repertoaren i 50 år.
Donizetti var inte glad över att operan slutade med en cabaletta där Lucrezia begråter sonen hon just har förgiftat. Men Henriette Méric-Lalande, som sjöng huvudrollen, insisterade på primadonnans privilegium vilket inkluderade en stor finalaria. Till nypremiären på La Scala 1840 tog Donizetti bort den olyckliga cabalettan och ersatte den med ett rörande arioso för den döende Gennaro. Till premiären i Paris 1843 komponerade han en ny cabaletta till sopranen Giulia Grisi och en ny aria till tenoren i akt II. Operans mest kända nummer är Orsinis dryckessång, brindisi, i akt II "Il segreto per esser felice". 
Svensk premiär den 16 mars 1853 på Kungliga Operan i Stockholm.

## Personer
- Alfonso I av Este, hertig av Ferrara (bas)
- Lucrezia Borgia (sopran)
- Maffio Orsini (kontraalt)
- Gennaro, ung adelsman (tenor)
- Jeppo Liverotto, ung adelsman (tenor)
- Don Apostolo Gazella, ung adelsman (bas)
- Ascanio Petrucci, ung adelsman (baryton)
- Oloferno Vitellozzo, ung adelsman (tenor)
- Rustighello, i tjänst hos Don Alfonso (tenor)
- Gubetta, i tjänst hos Lucrezia (bas)
- Astolfo, i tjänst hos Lucrezia (tenor)

## Handling
Venedig och Ferrara, tidigt av 1500-talet.

### Prolog
Det är fest i Grimanipalatset i Venedig. Den unge adelsmannen Gennaro möter en beslöjad dam som han tjusas av. Maffio Orsini och hans vänner berättar att hon är den beryktade Lucrezia Borgia som har mördat deras bröder, och Gennaros förtjusning vänds i avsky.

### Akt I
På torget utanför hertigens palats i Ferrara vill Gennaro visa sitt hat till ätten Borgia genom att ta bort den första bokstaven på dess vapensköld så att det istället står "orgia", och han blir genast gripen. Lucrezia fordrar att den fräcke gärningsmannen skall avrättas och hennes make hertigen, som är svartsjuk på Gennaro som han tror är Lucrezias älskare, går genast med på det ("Vieni: la mia vendetta è meditata e pronta").
När Lucrezia upptäcker att det är Gennaro försöker hon avstyra det hela, men hertigen vidhåller att Gennaro skall avrättas med ett glas förgiftat vin som Lucrezia skall ge honom. Alfonso häller upp "borgiavinet" i en bägare, men Lucrezia har motgiftet till hands. Det ämnar hon ge Gennaro och sedan uppmana honom att fly.

### Akt II
Gennaro går på fest i palatset med sina vänner, men plötsligt släcks ljuset och in träder Lucrezia, som meddelar att vinet är förgiftat som ett sätt att utplåna skymfen av ättenamnet. Hon ger Gennaro motgiftet men han vägrar att leva om hans vänner måste dö, fastän Lucrezia avslöjar för honom att hon i själva verket är hans mor. Då han dör dricker hon själv av det giftiga vinet.